# 苏齐·麦康奈尔-塞里奥
苏齐·麦康奈尔-塞里奥（英語：Suzie McConnell-Serio，1966年7月29日—），美国前女子篮球运动员。她曾获得1988年夏季奥运会女子篮球比赛金牌和1992年夏季奥运会女子篮球比赛铜牌。